# Andreas Prochaska
Andreas Prochaska, né à Vienne, en Autriche, le 31 décembre 1964, est un réalisateur, scénariste et monteur autrichien. 

## Biographie
Né à Vienne, Andreas Prochaska grandit à Bad Ischl. Il amorce des études en journalisme et en art dramatique à Vienne, mais les interrompt, en 1985, pour travailler comme assistant du réalisateur Paulus Manker. Il exerce bientôt diverses fonctions pour des productions cinématographiques et télévisuelles : concepteur sonore, producteur, monteur et assistant réalisateur. Il a été monteur sur certains films de Michael Haneke, dont Funny Games (1997) et Code inconnu (2000).
Après un premier film intitulé Die 3 Posträuber en 1998, il signe plusieurs réalisations pour la télévision. En 2006 sort Trois jours à vivre (In 3 Tagen bist du tot), son deuxième long métrage. Il alterne ensuite les réalisations télévisuelles et cinématographiques, notamment The Dark Valley (Das finstere Tal), sorti en 2014.

## Filmographie

### Comme réalisateur

#### Cinéma
- 1998 : Die 3 Posträuber
- 2006 : Trois Jours à vivre (In 3 Tagen bist du tot)
- 2008 : Trois Jours à vivre 2 (In 3 Tagen bist du tot – Teil 2)
- 2010 : Die unabsichtliche Entführung der Frau Elfriede Ott
- 2014 : The Dark Valley (Das finstere Tal)

#### Télévision
- 2002-2004 : Rex, chien flic (Kommissar Rex) (série télévisée) - 8 épisodes
- 2004-2005 : Unsolved (série télévisée) - 5 épisodes
- 2005 : Mit Herz und Handschellen (série télévisée) - 2 épisodes
- 2005 : SOKO Kitzbühel (série télévisée) - 2 épisodes
- 2005-2012 : Quatuor pour une enquête (Vier Frauen und ein Todesfall) (série télévisée) - 6 épisodes
- 2007 : Zodiak - Der Horoskop-Mörder (mini-série en 4 épisodes)
- 2008 : Alerte maximale (Der erste Tag) (téléfilm)
- 2008-2010 : Berlin Brigade Criminelle (KDD - Kriminaldauerdienst) (série télévisée) - 7 épisodes
- 2010 : Le Troisième Œil : L'interrogatoire (Spuren des Bösen) (téléfilm)
- 2011 : Alexandra : Disparue (Vermisst - Alexandra Walch, 17) (téléfilm)
- 2011 : Das Wunder von Kärnten (téléfilm)
- 2012 : Le Troisième Œil : L'ange de la vengeance (Spuren des Bösen - Racheenge) (téléfilm)
- 2013 : Spuren des Bösen - Zauberberg (téléfilm)
- 2014 : Spuren des Bösen - Schande (téléfilm)
- 2015 : Wenn du wüsstest, wie schön es hier ist (téléfilm)
- 2015 : Spuren des Bösen - Liebe (téléfilm)
- 2015 : Marie de Bourgogne (téléfilm)
- 2018 : Das Boot (Série télévisée)